# Canard

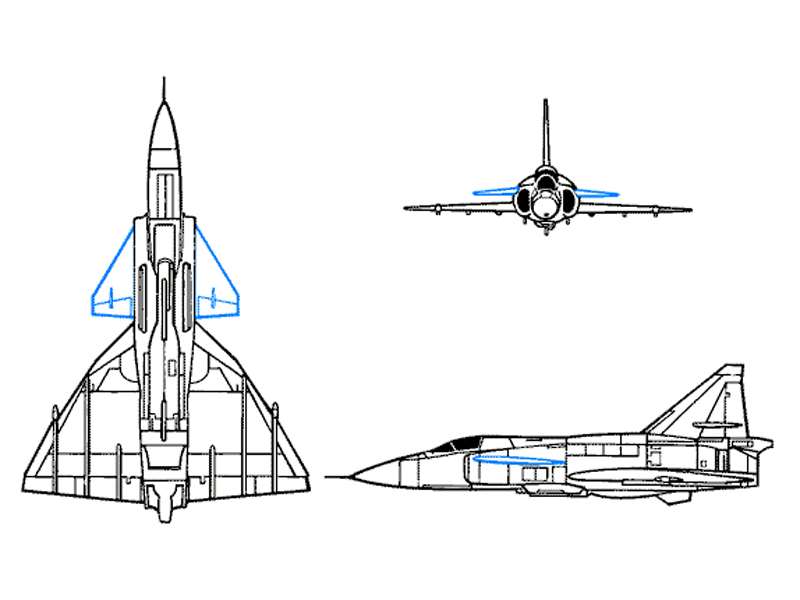
Canards (blau) del Saab Viggen.

canard ('ànec' en francès) és una configuració d'aeronau d'ala fixa en la que l'estabilitzador horitzontal està en una posició avançada enfront de les ales, en contraposició a un avió convencional on està per darrere d'aquestes.
Amb el terme  canard  s'ha arribat a denominar qualsevol superfície aerodinàmica horitzontal muntada davant l'ala principal, independentment de si és mòbil o no.
Es distingeixen a més tres configuracions canard:
- Canard de control de vol: quan s'empra la mateixa manera que el timó de profunditat o el stabilator.
- Canard de sustentació: la seva funció és a més repartir el pes entre l'ala i el canard, obtenint com a avantatge principal que la força necessària per a vol equilibrat serà ascendent i no descendent, com normalment passa a la cua horitzontal.
- Ala en tàndem: extensió de l'anterior en què gairebé es reparteix per igual el pes entre les dues superfícies alars.

## Exemples d'avions equipats amb Canards
- IAI Kfir
- Eurofighter Typhoon
- Dassault Rafale
- Dassault Mirage 4000
- Saab 37 Viggen

## Canard navals
Els submarins moderns també usen canards per controlar la navegació i nivells de profunditat, sense el soroll associat a les operacions de llast, alliberament d'aire i omplert de tancs per immersió.
Els grans vaixells de superfície, creuers, fragates i portaavions, poden usar canards retràctils per estabilitzar-se amb mala mar, corrents adverses o en maniobres extremes, i mantenir l'estabilitat necessària de la nau, per llançar míssils, avions, naus de desembarcament amfibi i millorar la navegació.